# Aérospatiale SN 601
Die Aérospatiale SN 601 Corvette ist ein Flugzeugtyp des französischen Herstellers Aérospatiale für Geschäftsreiseflüge und andere Aufgaben. Es handelt sich um einen zweistrahligen Tiefdecker mit Einziehfahrwerk, Druckkabine und einem Kreuzleitwerk. Der Erstflug war am 16. Juli 1970.

## Geschichte
Ende der 1960er Jahre begann Aérospatiale mit dem Entwurf eines mittelgroßen strahlgetriebenen Mehrzweck-Flugzeugs, das bei enger Bestuhlung bis zu 12 Fluggäste aufnehmen sollte. Der Entwurf sollte vor allem Geschäftsreiseflugzeug sein, aber auch verschiedene Rollen wie Lufttaxi-, Ambulanz-, Fracht- und Ausbildungsdienste ausfüllen können.
Eine Versuchsmaschine mit der Bezeichnung SN 600 flog erstmals am 16. Juli 1970. Sie wurde nach 270 Flugstunden bei einem Unfall am 23. März 1971 zerstört. Am 20. Dezember 1972 flog die erste Serienmaschine SN 601, die sich in einigen Punkten von dem Prototyp unterschied und zwischenzeitlich den Namen Corvette 100 erhalten hatte. Die zweite Corvette, die erste im vollen Produktionsstandard, flog am 7. März 1973. Die französische Flugzertifizierung wurde am 28. März 1974 erteilt.
Die Auslieferung begann im September 1974. Die ursprünglich geplante Auslieferung von 20 Maschinen im Produktionsjahr 1974 und je sechs Maschinen pro Monat in den Folgejahren musste aufgrund mangelnder Nachfrage aufgegeben werden. Die Produktion endete bereits 1978 nach nur 39 produzierten Serienmaschinen, ein kommerzieller Erfolg blieb auf Grund zu großer internationaler Konkurrenz im Marktsegment der Business-Flugzeuge aus. Die Pläne für eine um gut zwei Meter verlängerte 18-sitzige Corvette 200 wurden nicht weiter verfolgt. Es blieb der einzige Versuch durch Aérospatiale, im Business-Flugzeugmarkt Fuß zu fassen.
Die meisten der 39 gebauten Maschinen fliegen noch heute, vor allem bei europäischen Fluggesellschaften im Regionalverkehr.

## Beschreibung
Das Flugzeug wurde in Ganzmetallbauweise und mit einer klimatisierte Druckkabine gebaut. Die zurückgepfeilten, tief angesetzten Tragflächen sind mit Doppelspaltklappen, drei Spoilern, und hydraulisch betätigten Luftbremsklappen an Ober- und Unterseite versehen. An den Flächenenden befinden sich Treibstofftanks. Die beiden Strahltriebwerke sitzen in Gondeln am hinteren Rumpf, weshalb ein Kreuzleitwerk zum Einbau kam, um die Höhenleitwerke nicht dem Abgasstrahl auszusetzen. Das einziehbare einrädrige Bugfahrwerk ist mit einer Anti-Blockieranlage ausgerüstet. Das Cockpit mit Blindfluginstrumenten kann von einem oder zwei Piloten geflogen werden.
Der Prototyp SN 600 hatte zwei Turbofan-Triebwerken JT15D-1 von Pratt & Whitney Canada mit je 998 kp Schub, die Serienmaschinen SN 601 erhielten leistungsstärkere JT15D-4-Triebwerke.
Der Flugzeugrumpf der Serienmaschinen SN 601 wurde im Vergleich zum Prototyp verlängert und konnte 14 Passagiere aufnehmen. Eine geringe Bestuhlung, der optionale Einbau von Toiletten und alternative Konfigurationen für verschiedene Aufgaben wurden ebenso angeboten.

## Technische Daten SN 601
| Kenngröße                                | Daten                                                                        |
| ---------------------------------------- | ---------------------------------------------------------------------------- |
| Länge                                    | 13,83 m                                                                      |
| Spannweite                               | 12,78 m                                                                      |
| Höhe                                     | 4,23 m                                                                       |
| Flügelfläche                             | 22,00 m²                                                                     |
| Flügelstreckung                          | 7,4                                                                          |
| Leermasse                                | 3510 kg                                                                      |
| max. Startmasse                          | 6600 kg                                                                      |
| Triebwerke                               | zwei Pratt & Whitney Canada JT15D-4 Turbofan-Triebwerke mit je 1134 kg Schub |
| Leistung                                 | Höchstgeschwindigkeit für Reiseflug in 9145 m Höhe 760 km/h                  |
| wirtschaftliche Reisefluggeschwindigkeit | 566 km/h                                                                     |
| Dienstgipfelhöhe                         | 12.500 m                                                                     |
| Reichweite                               | mit max. Treibstoffzuladung und Reserve für 45 Flugminuten 2555 km           |
| Reichweite                               | mit 12 Passagieren und 45 Minuten Reserve 1555 km                            |

## Zwischenfälle
- Am 3. September 1979 stürzte eine Aérospatiale SN 601 Corvette der Sterling Airways (OY-SBS) auf dem Flug 4133 im Landeanflug auf den Flughafen Nizza Côte d’Azur ins Meer. In einer Höhe von 20.000 Fuß fingen beide Triebwerke aufgrund technischer Probleme Feuer. Die Maschine stürzte schließlich ein Kilometer vor dem Beginn der Landebahn ab, nachdem die Besatzung die Kontrolle über die Maschine verloren hatte. Alle zehn Insassen starben (siehe auch Sterling-Airways-Flug 4133).[3]